# Dicranomyia (Neoglochina) mesotricha
Dicranomyia (Neoglochina) mesotricha is een tweevleugelige uit de familie steltmuggen (Limoniidae). De soort komt voor in het Neotropisch gebied.